# Passiflora glaberrima
Passiflora glaberrima är en passionsblomsväxtart som först beskrevs av Adrien Henri Laurent de Jussieu, och fick sitt nu gällande namn av José Jéronimo Triana och Planch.. Passiflora glaberrima ingår i släktet passionsblommor, och familjen passionsblomsväxter. Inga underarter finns listade i Catalogue of Life.